# Ulrich Drews
Ulrich Drews (24 de Maio de 1916 - ) foi um comandante de U-Boot que serviu na Kriegsmarine durante a Segunda Guerra Mundial.